# 308-я стрелковая дивизия (3-го формирования)
308-я стрелковая Латышская Краснознамённая дивизия — воинское соединение Вооружённых Сил СССР в Великой Отечественной войне.

## История
308-я латышская стрелковая дивизия начала своё формирование 1 июня 1944 года на основании Директивы Генерального Штаба Красной Армии № ОРГ/2/ 306968 и директивы Военного Совета Московского Военного округа № 13679 в Гороховецких лагерях на базе 1-го отдельного резервного латышского полка. 7 июля 1944 года формирование дивизии было завершено, воины приняли воинскую присягу, дивизии были торжественно вручены боевые знамёна. На фронт она прибыла в последних числах июля 1944 года. В состав дивизии входили 47,8 % русских, 36,3 % латышей, 7,8 % евреев, более 2 % украинцев, около 1 % белорусов и 5 % солдат других национальностей СССР, в дивизии издавалась газета на двух языках (на русском «Советский боец», на латышском «Падомью стрэлниекс»). 29 % военнослужащих дивизии уже имели опыт боевых действий.
Дивизия входила в состав 130-го латышского стрелкового корпуса.
8 августа 308-я стрелковая дивизия совместно с 43-й гвардейской стрелковой дивизией с боями взяли Крустпилс, а 10 августа форсировали Айвиексте. С 17 по 24 августа 1944 года принимала участие в наступательных боях в Мадонской операции на Видземской возвышенности.
С сентября по октябрь дивизия вела наступательные бои в рамках Рижской операции, при этом действуя как мобильная группа 22-й армии.
После освобождения Риги Латышский корпус, согласно особой директиве Генерального штаба Красной Армии, вышел из оперативного подчинения 2-му Прибалтийскому фронту и был отведён с передовой для подготовки к торжественному вступлению в Ригу. 15 октября 1944 года 308-я дивизия торжественно вступила в Пардаугаву. 16 октября воины 308-й латышской стрелковой дивизии вошли в Ригу со стороны Пардаугавы.
С 18 октября 1944 года 308-я латышская стрелковая дивизия была дислоцирована в южной части Рижского залива для защиты от возможных десантных операций противника. Указом Президиума Верховного Совета СССР от 3 ноября 1944 года после боёв за Ригу награждена орденом Красного Знамени.
Дивизия приняла участие в Джукстенской операции (8.11.1944). За бои в районе Джуксте командование корпуса отметило группу воинов 308-й Латышской дивизии.
Завершила войну участием в ликвидации Курляндского котла.
В мае 1946 года 308-я латышская стрелковая Краснознамённая дивизия расформирована.

## Состав
- 319-й стрелковый полк
- 323-й стрелковый полк
- 355-й стрелковый полк
- 677-й артиллерийский полк
- 377-й отдельный истребительно-противотанковый дивизион
- 282-я отдельная разведывательная рота
- 301-й отдельный сапёрный батальон
- 899-й отдельный батальон связи (675-я отдельная рота связи)
- 326-й медико-санитарный батальон
- 305-я отдельная рота химзащиты
- 170-я автотранспортная рота
- 412-я полевая хлебопекарня
- 347-й дивизионный ветеринарный лазарет
- 2991-я полевая почтовая станция
- 1303-я полевая касса Госбанка

## Подчинение
- в составе 130-го латышского стрелкового корпуса

## Командиры
- Дивизией командовали:
- Дамберг, Вольдемар Францевич (01.07.1944 — 04.10.1944), генерал-майор
- Калнин, Мартын Томович (05.10.1944 — 09.05.1945), полковник
- 319-й сп:
- Аренд Август Ансонович (19.06.1944 — 17.05.1946)
- 323-й сп:
- Озол Карл Иванович (19.06.1944 — 03.08.1944), умер от ран
- Нейман Иван Иванович (10.08.1944 — 22.08.1944), контужен
- Скудре Анс Кришеевич (24.08.1944 — 01.10.1944)
- Кушлис Павел Юрьевич (01.10.1944 — 07.12.1944), болезнь
- Преде Мартин Иванович (14.12.1944 — 06.01.1945)
- Паньковский Анатолий Владимирович (20.01.1945 — 13.03.1945)
- Брейман Пётр Иванович (с 13.03.1945)
- 355-й сп:
- Берг Асмунд Иванович (19.06.1944 — 22.08.1944)
- Рязанов Прокопий Гаврилович (22.08.1944 — 30.08.1944)
- Минько Иван Фёдорович (24.08.1944 — 17.05.1946)

## Награды и наименования
| Награда (наименование) | Дата                                                           | За что награждена |
| ---------------------- | -------------------------------------------------------------- | --- |
| «Латышская»            | 8.09.1943                                                      | При формировании |
| Орден Красного Знамени | Указом Президиума Верховного Совета СССР от 3 ноября 1944 года | за образцовое выполнение заданий командования в боях с немецкими захватчиками, за овладение городом Рига и проявленные при этом доблесть и мужество. |